# Juli Batllevell i Arús
Juli Batllevell i Arús   (Sabadell, 1864 - Barcelona, 20 de setembre de 1928) va ser un arquitecte català de Sabadell.
El seu pare, Gabriel Batllevell, era un professional de la construcció, mestre d'obres. Seguint les seves passes, va estudiar arquitectura i va obtenir el títol el 1890. Poc després va ser arquitecte municipal de Sabadell, on va realitzar bona part de la seva obra. Va ser deixeble de Lluís Domènech i Muntaner i ajudant d'Antoni Gaudí (per exemple, a la Casa Calvet). El 1909 fou nomenat vicepresident de l'Associació d'Arquitectes de Catalunya.

## Edificis
| Nom                                                      | Data              | Ubicació                                                                           | Notes | Enllaç web                            | Foto                                       |
| -------------------------------------------------------- | ----------------- | ---------------------------------------------------------------------------------- | --- | ------------------------------------- | ------------------------------------------ |
| Teatre-Cafè Euterpe                                      | 1892-1893         | Rambla 3-3B Sabadell                                                               | Desaparegut (2006, 1956) |                                       | Cafè Euterpe                               |
| Casa Bru                                                 | 1893              | Gràcia 129-131 Sabadell                                                            | Actualment (2016) acull un restaurant                                                                                          |                                       | Casa Bru                                   |
| Fàbrica la Auxiliar Industrial Sabadellense (Cal Brujas) | 1894              | carrer del Riu Ripoll Sabadell                                                     | Força transformada |                                       | Auxiliar Industrial Sabadellense           |
| El Marquet de les Roques                                 | 1895              | Vall d'Horta (Parc Natural de Sant Llorenç del Munt i l'Obac, Sant Llorenç Savall) | Actualment és un Punt d'Informació del Parc Natural                                                                            | Arxivat 2010-06-19 a Wayback Machine. | El Marquet de les Roques                   |
| Antic ajuntament de Sant Pere de Terrassa                | 1897              | Alcalde Parellada 20 Terrassa                                                      | Hotel municipal d'entitats | Arxivat 2008-09-07 a Wayback Machine. | Antic ajuntament de Sant Pere              |
| Escola Enric Casassas                                    | 1897 1982 reforma | Les Paus, Llobet Sabadell                                                          | Actualment CEIP Enric Casassas                                                                                                 | Arxivat 2008-09-26 a Wayback Machine. | Escola Enric Casassas                      |
| Presó de Sabadell                                        | 1898              | Alfons Sala / Tres Creus / Covadonga Sabadell                                      | Desapareguda (1971) |                                       | Presó de Sabadell                          |
| Cases Bonaventura Balcells i Carol                       | 1898              | Balmes 141-143 Barcelona                                                           | |                                       |                                            |
| Edifici L'Energia                                        | 1899              | Plaça del Gas Sabadell                                                             | Actualment acull al Museu del Gas                                                                                              | Arxivat 2016-03-03 a Wayback Machine. | Edifici L'Energia                          |
| Casa-magatzem Balcells                                   | 1899              | Nou de la Rambla 39-41 Barcelona                                                   | Desapareguda |                                       |                                            |
| Casa Teodor Prat                                         | 1899              | Bailén 9 Barcelona                                                                 | |                                       |                                            |
| Façana posterior de l'Ajuntament de Sabadell             | 1901              | plaça de Sant Roc 1 Sabadell                                                       | L'edifici va ser construït el 1871 com a col·legi Escolapi pel seu pare Gabriel Batllevell                                     |                                       | Ajuntament de Sabadell, façana posterior   |
| Hotel Espanya                                            | 1901              | Rambla 22-24 Sabadell                                                              | L'edifici va deixar-se d'utilitzar com hotel el 1933, posteriorment ha anat rebent diferents usos                              | Arxivat 2016-03-03 a Wayback Machine. | Hotel Espanya                              |
| Habitatges d'en Mateu Brujas                             | 1901              | Rambla 9-11 Sabadell                                                               | | Arxivat 2016-03-03 a Wayback Machine. | Habitatges d'en Mateu Brujas               |
| Casa Vicenç Ferrer i cia.                                | 1901, 1902        | plaça Major 58-60 Sabadell                                                         | Als baixos es troba la farmàcia Llop (antiga farmàcia "La Barcelonesa") també proyectada per Batllevell                        |                                       | Casa Vicenç Ferrer                         |
| Hotel Suís                                               | 1902-1904         | Indústria 59 Sabadell                                                              | L'edifici va deixar-se d'utilitzar com hotel el 1913, posteriorment ha anat rebent diferents usos. La foto adjunta és del 1981 |                                       | Hotel Suís                                 |
| Cases Manent                                             | 1902-1906         | Escola Industrial 12-18 Sabadell                                                   | |                                       | Casas Manent                               |
| Casa Martí Trias i Domènech                              | 1903              | Parc Güell Barcelona                                                               | | Arxivat 2008-07-20 a Wayback Machine. | Casa Martí Trias i Domènech                |
| Casa Marcet - Font Grau                                  | 1903 (reforma)    | Joan Maragall 7 Sabadell                                                           | | [ Enllaç no actiu ]                   | Casa Marcet                                |
| Casa Antoni Salvadó                                      | 1904              | Casp 46 Barcelona                                                                  | |                                       | Casa Antoni Salvadó                        |
| Magatzem Balcells                                        | 1905 (reforma)    | Guàrdia 15 Barcelona                                                               | Desapareguts |                                       |                                            |
| Caserna de la Guàrdia Civil del Parc Güell               | 1905              | Avinguda del Santuari de Sant Josep de la Muntanya 31-35 Barcelona                 | | [ Enllaç no actiu ]                   | Caserna de la Guàrdia Civil del Parc Güell |
| Casa Antònia Burés                                       | 1906              | Ausiàs March 46 Barcelona                                                          | |                                       | Casa Antònia Burés                         |
| Torre Bulart-Rialp                                       | 1906-1907         | Císter 25 / Melilla 9 Barcelona                                                    | Actualment (2016) acull un restaurant                                                                                          |                                       | Torre Bulart-Rialp                         |
| Cases d'Enric Pi                                         | 1907              | Sant Medir 27-29 Sant Cugat del Vallès                                             | Conjunt de dues cases bessones                                                                                                 |                                       | Cases d'Enric Pi                           |
| Despatx Lluch                                            | 1908              | Indústria 10 Sabadell                                                              | Actualment (2016) és una oficina d'atenció ciutadana del Ajuntament de Sabadell                                                | Arxivat 2005-12-21 a Wayback Machine. | Despatx Lluch                              |
| Cases Josep Balcells i Vallbona                          | 1908              | Balmes 137-139 Barcelona                                                           | |                                       |                                            |
| Casa Isard-Llonch                                        | 1908 (Reforma)    | Riego 59-61 Sabadell                                                               | | Arxivat 2016-03-03 a Wayback Machine. | Casa Isard-Llonch                          |
| Villa Subur                                              | 1908              | Artur Carbonell 23 Sitges                                                          | |                                       | Villa Subur                                |
| Casa Prats                                               | 1910              | D'en Font 32 Sabadell                                                              | | Arxivat 2016-03-03 a Wayback Machine. | Casa Prats                                 |
| Vil·la Remei                                             | 1911              | Artur Carbonell 25 Sitges                                                          | |                                       | Villa Remei                                |
| Caserna de la Guàrdia Civil                              | 1911-1913         | Gabriel Batllevell, 18-31 Sabadell                                                 | Actualment en desús | Arxivat 2016-03-03 a Wayback Machine. | Caserna de la Guàrdia Civil (Sabadell)     |
| Casa Antonio Romagosa (Villa Mercedes)                   | 1916              | Navarro Reverter 13 Barcelona                                                      | |                                       | Villa mercedes                             |
| Habitatges de Francesc Ruhí                              | 1922              | Via Massagué 44 Sabadell                                                           | | Arxivat 2016-03-03 a Wayback Machine. | Habitatges de Francesc Ruhí                |
| Fàbrica de discos Odeón                                  | 1926-1928         | Urgell 224-234 / Còrsega 161 Barcelona                                             | Desapareguda | [ 4 ]                                 |                                            |